# سمير التفاهني
سمير التفاهنى (مواليد 10 أكتوبر 1952) في مدينة بورسعيد لأسرة من أصول تركية، عمل والده مديرًا لمدرسة إبتدائية في بورسعيد، وكان دائم في اصطحابة معه للعب في مسابقات المدرسة الرياضية منذ صغرة والتحق بفريق المصري للناشئين منذ صغرة، وعندما قامت حرب 1967، سافر مع أسرته إلى قرية دكرنس بالشرقية، كان يمثل النادى المصري في كل المباريات وسطع نجمة واستبشر به كثير من المدربين العظماء مثل المدرب مصطفى الشناوى في ذلك الوقت بموهبته الكروية، فالتحق بالمدرسة الثانوية الرياضية بالقاهرة وتربى وسط مواهب كروية عظيمة في ذلك الوقت، التحق بكلية التربية الرياضية جامعة حلوان، ثم كلية التجارة جامعة بورسعيد.
في عام 1987تزوج التفاهنى وانجب ثلاث فتيات (جهاد وخلود وندى)

## سيرته
عرف سمير في الأوساط الكروية بالمشاكس حيث لعب بحرارة، وعرف بحماسة وعصبيتة الشديدة للمصري حتى عشقة الجمهور البورسعيدى، كان التفاهنى يمثل ثلاثى كروى هام في المصري هو ومسعد نور والسنجأ اصدقاء عمره ولعب التفاهنى في كثير من المباريات القوية امام الاهلى والزمالك والإسماعيلى وحقق أهداف كثيرة حتى لقب بهداف موسم كروى في السبعينات.

## مسيرته
شارك في بطولات دولية وإقليمية ومثل المصري في محافل دولية
- حقق هدف التعادل هو وعويله في مباراة النجم التونسي وكانت النتيجة 2/2
- شارك في فوز المصري على فرق تونس وعادوا بكأس بنزرت
- مثل مصر في منتخب القناة ضد السعودية والذي اشترك فيه من المصري (مسعد نور والزهار والسنجأ)عام 1975والذي انتهى بفوز المصري 7/1
- اختير احسن لاعب في مباراة القناة التي فاز بها النادى المصري 1/0

## حادثة وإصابته
تعرض التفاهنى 1975 لحادث سيارة أليم على طريق الإسماعيلية القاهرة الصحراوى، نقل علي أثره للمستشفى، حيث تعرض لإصابات شديدة، كادت أن تودي بحياتة، وظل في المستشفى أكثر من ثلاث أشهر بلا حراك حتى استعاد عافيته، كان لهذا الحادث أثرا في إنهاء مسيرته الكروية، حيث بدأ في الإنسحاب من الملاعب بعدها بفترة قصيرة، ولم يشارك في مباريات كثيرة وبدأ في مزاولة مهنة التجارة والاستيراد.

## مسيرته في التدريب
سافر التفاهنى إلى إسبانيا ولندن وفرنسا واليونان والمجر واليابان وهونغ كونغ وإيطاليا والإكوادور والولايات المتحدة الاميريكة حيث حصل على دورات تدريبة وشهادات علمية في مجال التدريب، وفى بداية التسعينات عمل التفاهنى مدرب للنادى المصري وشارك مدربين كبار وعالمين في تدريب المصري امثال (كولبرت وبيرتى بيشكى المجرى).
كما قام بتدريب نادى بيش السعودي للناشئين وحصل الفريق على كاس ولى العهد للناشين وكانت هناك مفاوضات معه لتدريب نادى عماني لكرة القدم لكنه رفض وفضل العودة للمصري عندما عرض عليه ان يكون ضمن الجهاز الادارى للمصري الذي عشقه منذ صغره واثبت جدارته في مجال إدارة الأعمال أيضا الخاصة بالفريق ولقب (بالدينمو)منذ ذلك الوقت فكان لاعب بالفريق ومدرب له ثم ادارى أيضا
تم تكريم التفاهنى في كثير من الاحتفالات الكروية باعتبارة رمز من رموز الكرة المصرية ولاعب من لاعبين الزمن الجميل.